# 108 هـ
108 هـ هي سنة في التقويم الهجري إمتدت مقابلةً في التقويم الميلادي بين سنتي 726 و727.

## مواليد
- إسماعيل بن عياش وهو أحد رواة الاحاديث النبوية سنة 108ه وتوفى 181 ه[5]
- خزيمة بن خازم

## وفيات
- محمد بن كعب القرظي